# Centre (departman)
Centre je jedan od deset departmana Haitija, uz granicu s Dominikanskom Republikom. Površine je 3.675 km², s 564.200 stanovnika (2002.). Na istoku graniči s Dominikanskom Republikom. Podijeljen je na 4 arrondissementa: Cerca la Source, Hinche, Lascahobas i Mirebalais.  Glavni grad Hinche.  Ostala naselja su: Abeille, Abricot, Au Large, Aumond, Bajaux, Baltazar, Baptiste, Baron, Basse Thomonde, Bassin Visite, Boulaille Boeuf, Bouli, Calebassier, Cayahande, Cerca Carvajal,  Denizard, Lascahobas, Mirebalais i Thomassique.

## Vanjske poveznice
|  | Zajednički poslužitelj ima još gradiva o temi Centre (departman) |

- Centre - Haiti  Arhivirana inačica izvorne stranice od 2. prosinca 2008. (Wayback Machine)